# Iya Savvina
Iya Sergueïevna Savvina (en russe : Ия Сергеевна Саввина), née le 2 mars 1936, à Voronej (Union soviétique), et morte le 27 août 2011, à Moscou (Russie), est une comédienne soviétique et russe apparue dans de nombreux films. 

## Biographie
Iya Savvina sort diplômée, en 1958, de la faculté de journalisme de Moscou, à l'Université d'État de la région de Moscou, où elle a participé à des spectacles d'étudiants.
En 1960, Iossif Kheifitz lui donne le premier rôle dans la version filmée de la nouvelle de Tchekhov La Dame au petit chien qui emporte un immense succès, tant en U.R.S.S. (malgré le thème de l'adultère) qu'à l'étranger. Ce film subtil en noir et blanc qui illustre, de façon presque minimaliste, le déchaînement des passions, fait une grande impression sur la génération des années 1960 de l'ère khrouchtchévienne, plus sensible que la génération précédente. Il reçoit le prix de la meilleure participation au Festival de Cannes, en 1960.
À partir de 1960, Iya Savvina joue au théâtre Mossovet à Moscou, et, à partir de 1977, au Théâtre d'art de Moscou. Elle est également l'auteur de nombreuses critiques théâtrales et d'articles consacrés à l’œuvre de Sergueï Iourski, Mikhaïl Oulianov, Faïna Ranevskaïa, Lioubov Orlova et d'autres.  
En 1987, le grand public découvre Le Bonheur d'Assia, film réalisé en 1967 par Andreï Kontchalovski, mais censuré par les autorités de l'époque, où Savvina joue le personnage principal. Pour ce rôle elle est nommée au prix Nika pour sa performance ; puis, en 1990, elle reçoit le prix des frères Vassiliev.
Iya Savvina est nommée Artiste du peuple de l'URSS en 1990 et reçoit de nombreuses décorations russes, dont l'Ordre du Mérite pour la Patrie de 4e classe (2006). En 1999, elle est lauréate des Turandot de cristal. En 2007, elle est nommée au prix du meilleur second rôle féminin de l'Aigle d'or pour son rôle dans le film En écoutant le silence.
L'actrice meurt des suites d'un mélanome. De nombreuses personnalités, dont Dmitri Medvedev et Vladimir Poutine, ont exprimé leur condoléances à la famille. Savvina est inhumée au cimetière de Novodevitchi.

## Filmographie
Parmi ses rôles, on peut distinguer :
- 1960 : La Dame au petit chien de Iossif Kheifitz, d'après la nouvelle de Tchekhov
- 1960 : Une femme douce, d'après la nouvelle de Dostoïevski
- 1962 : La Pécheresse
- 1965 : Ouvrez, on sonne d'Alexandre Mitta et Alexandre Vorodine : mère de Guena
- 1966 : Dans la ville de S de Iossif Kheifits, d'après Ionytch, nouvelle de Tchekhov
- 1967 : Anna Karénine d'Alexandre Zarkhi, d'après le roman de Tolstoï : Dolly
- 1967 : Le Bonheur d'Assia d'Andreï Kontchalovski (censuré par les autorités)
- 1969 : Un amour de Tchekhov de Sergueï Ioutkevitch
- 1969 : Winnie l'ourson (Vinni Pukh) de Fiodor Khitrouk (doublage)
- 1971 : Le Diplomate rouge
- 1974 : A Lover's Romance (Романс о влюбленных)
- 1975 : Journal du directeur d'école (Dnevnik direktora chkoly) de Boris Frumin : directeur adjoint
- 1977 : Le Nez de Rolan Bykov, d'après Gogol
- 1979 : Le Garage d'Eldar Riazanov
- 1982 : Les larmes coulaient (Слёзы капали) de Gueorgui Danielia : Irina
- 1982 : La Vie privée (Частная жизнь) de Youli Raizman
- 2001 : Deux camarades: la grand-mère de Valera
- 2007 : En écoutant le silence

## Distinctions
Principaux titres et décorations :
- 1983 : Prix d'État de l'URSS - pour le rôle dans le film La Vie privée
- 1976 : Artiste du Peuple de la RSFSR
- 1990 : Artiste du peuple de l'URSS
- 1996 : Ordre de l'Amitié (Russie)
- 2006 : Ordre du Mérite pour la Patrie de 4e classe